# Vojvoda, Banatul de Nord
Vojvoda (maghiară Völgyes) este o localitate în Districtul Banatul de Nord, Voivodina, Serbia. În 2002 avea 516 de locuitori.